# 페라리 F2008

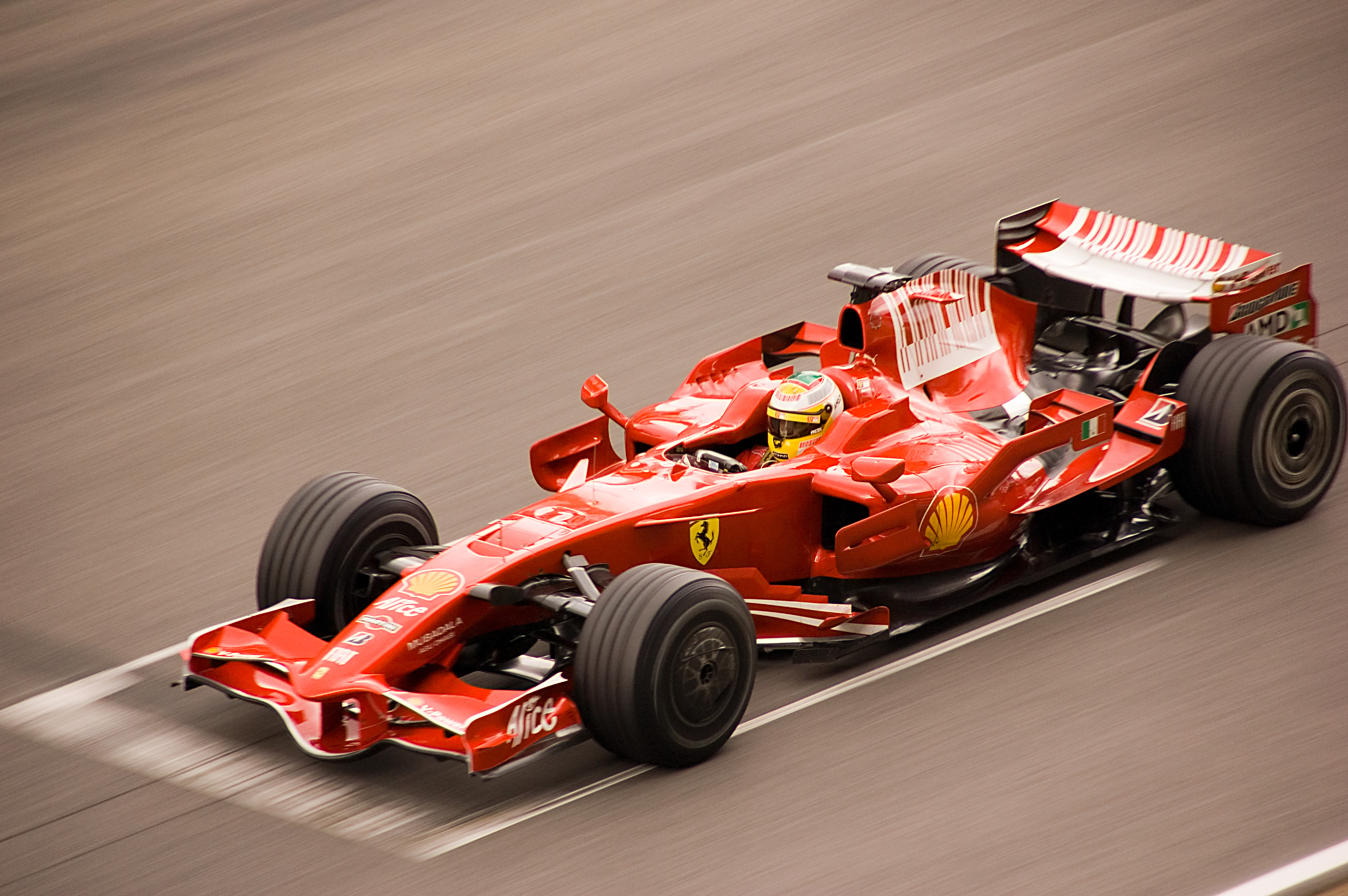
바르셀로나 카탈루냐 서킷에서 F2008을 시험주행하고 있는 루카 바도에르

페라리 F2008(Ferrari F2008)은 스쿠데리아 페라리가 2008년 포뮬러 원 시즌에서 경주하기 위해 제조한 포뮬러 원 모터스포츠 차량이다. 2007년 드라이버 챔피언 키미 래이쾨넨과 팀메이트인 펠리피 마사가 주행하였으며, 각각 2008년 드라이버 챔피언십 2위와 3위를 기록했다. 2024년 시즌 현재 페라리가 제조사 챔피언십을 우승한 마지막 차량이다.